# Nina Rindt
Nina Madeline Rindt, född Lincoln 1943, är en finländsk fotomodell. 
Hon är dotter till racerföraren Curt Lincoln och var gift med F1-världsmästaren Jochen Rindt i sitt första äktenskap.